# Російський хребет
Російський хребет — гірський хребет в КНР. Відноситься до гірської системи Куньлунь на півночі Тибетського нагір'я. Простягається від долини річки Керія до долини річки Карамуран, складається з 3-6 паралельних хребтів. Довжина хребта — близько 400 км. Найвища точка — 6 705 м (гора Актаг). Складається головним чином з гранітів, гнейсів і кристалічних сланців. Схили хребта майже позбавлені рослинності. Північний схил межує з Таримською западиною, уздовж його підніжжя розташована смуга оазисів.
Російський хребет відкритий і вперше вивчений Миколою Пржевальським в ході 2-ї експедиції в Тибет в 1885. Назвав цей хребет Російським в пам'ять про внесок росіян у вивченні географії Центральної Азії.